# Momo (département)
Pour les articles homonymes, voir Momo.
La Momo est un département du Cameroun situé dans la région du Nord-Ouest. Son chef-lieu est Mbengwi.

## Organisation territoriale
Le département est découpé en 5 arrondissements et/ou communes :
- Andek
- Batibo
- Mbengwi
- Njikwa
- Widikum-Boffe

## Personnalités
- Mbah Eric Mbah élu bâtonnier de l'ordre des avocats du Cameroun le 20 juin 2022.